# 보 게스티
보 게스티(Beau Geste)는 미국에서 제작된 윌리엄 A. 웰먼 감독의 1939년 영화이다. 게리 쿠퍼 등이 주연으로 출연하였고 윌리엄 A. 웰먼 등이 제작에 참여하였다.

## 출연

### 주연
- 게리 쿠퍼
- 레이 밀렌드

### 조연
- 로버트 프레스턴
- 브라이언 돈레비
- 수잔 헤이워드
- J. 캐롤 나이쉬
- 앨버트 데커
- 브로데릭 크로포드

## 제작진
- 미술: 한스 드레이어
- 미술: 로버트 오델